# Loxosceles valida
Loxosceles valida là một loài nhện trong họ Sicariidae.
Loài này thuộc chi Loxosceles. Loxosceles valida được miêu tả năm 1964 bởi George Newbold Lawrence.